# Galearis
Galearis es un género de orquídeas perteneciente a la subfamilia Orchidoideae.
Es nativa del Himalaya al este de Rusia y zona ártica de Norteamérica.

## Especies deGalearis
A continuación se brinda un listado de las especies del género Galearis aceptadas hasta mayo de 2011, ordenadas alfabéticamente. Para cada una se indica el nombre binomial seguido del autor, abreviado según las convenciones y usos y la publicación válida.
- Galearis cyclochila (Franch. & Sav.) Soó, Ann. Univ. Sci. Budapest. Rolando Eötvös, Sect. Biol. 11: 72 (1969).
- Galearis fauriei (Finet) P.F.Hunt, Kew Bull. 26: 172 (1971).
- Galearis huanglongensis Q.W.Meng & Y.B.Luo, Bot. J. Linn. Soc. 158: 690 (2008).
- Galearis roborovskyi (Maxim.) S.C.Chen, P.J.Cribb & S.W.Gale, in Fl. China 25: 92 (2009).
- Galearis rotundifolia (Banks ex Pursh) R.M.Bateman, Ann. Bot. (Oxford) 104: 439 (2009).
- Galearis spathulata (Lindl.) P.F.Hunt, Kew Bull. 26: 172 (1971).
- Galearis spectabilis (L.) Raf., Herb. Raf.: 72 (1833).
- Galearis tschiliensis (Schltr.) P.J.Cribb, S.W.Gale & R.M.Bateman, Ann. Bot. (Oxford) 104: 439 (2009).
- Galearis wardii (W.W.Sm.) P.F.Hunt, Kew Bull. 26: 172 (1971).